# Andrés Contreras
Andrés Nicolas Contreras Mendez, né le 5 janvier 1943 et mort le 30 novembre 2014, est un ingénieur agronome et botaniste chilien, spécialiste de la pomme de terre.
Il appuya notamment en 2008 la position du Chili lors d'une controverse avec le Pérou sur l'origine des pommes de terre cultivées, soutenant que 99 % des variétés modernes de pommes de terre étaient génétiquement apparentées à des variétés indigènes du Chili de la sous-espèce Solanum tuberosum, subsp. Tuberosum

## Fonctions
- Enseignant à l'université australe du Chili à Valdivia
- Administrateur d'une collection de germoplasme comprenant notamment de nombreuses accessions de pommes de terre sauvages et cultivées[3].
- membre fondateur de l'Asociación Chilena de la Papa  (ACHIPA, association chilienne de la pomme de terre).

## Récompenses
Il a reçu en 1984 une médaille de reconnaissance du International Board for Plant Genetic Resources (IBPGR) pour ses activités de restauration des ressources génétiques de la pomme de terre chilienne.